# Al cor de la por
Al cor de la por (títol original: In the Mouth of Madness) és una pel·lícula estatunidenca dirigida per John Carpenter, estrenada l'any 1995. Ha estat doblada al català. El film s'inspira en l'univers dels autors Stephen King i H. P. Lovecraft, sense haver adaptat cap de les seves obres.

## Argument
John Trent és investigador d'assegurances. Jackson Harglow, el director de l'editorial « Arcane », li encarrega trobar Sutter Cane, un escriptor d'èxit que ha desaparegut inesperadament abans de lliurar la seva última novel·la a l'editor. John està convençut que tot és un muntatge publicitari per promocionar el proper llibre del novel·lista; però durant les seves investigacions, John no trigarà a descobrir que està completament equivocat i 'adona que el món de terror aparentment fictici creat per Sutter Cane és de fet ben real.

## Repartiment
- Sam Neill: John Trent
- Julie Carmen: Linda Styles
- Jürgen Prochnow: Sutter Cane
- Charlton Heston: Jackson Harglow
- David Warner: Dr. Wrenn
- John Glover: Saperstein
- Wilhelm von Homburg: Simon
- Bernie Casey: Robinson
- Frances Bay: Madame Pickman
- Hayden Christensen: el repartidor de diaris
- Kevin Zegers: un nen

## Producció

### Repartiment dels papers
Es tracta de l'últim film de l'actor alemany Wilhelm von Homburg, mort el març de 2004, que interpreta aquí el paper de Simon.
Els joves Hayden Christensen i Kevin Zegers tenen aquí l'un dels seus primers papers.

### Rodatge
El film ha estat totalment rodat a Ontario, al Canadà, sobretot al Cantó de King (King Township) i a les ciutats de King City, Markham, Toronto (Scarborough, Universitat de Toronto) i Unionville.

## Acollida
- "Una de les pel·lícules més magnètiques i lúcides que ha vist el gènere fantàstic en els últims anys"[4]
- El film ha estat un fracàs comercial, informant aproximadament 8,9 milions de dòlars al box-office a Amèrica del Nord per un pressupost de 8 milions.[5]
- Ha tingut una acollida mixta de la critica a l'estrena, però des d'aleshores sembla haver-se progressivament rehabilitat. Si el 1995 Télérama, lloant la tensió continua del film, suggereix que el seu director « amenaça en donar voltes »,[6] Els Inrockuptibles és vist onze anys més tard « un dels films més brillants de John Carpenter ».}[7] Cahiers du cinéma el classifica al lloc 10 en la seva llista dels millors films de 1995.[8]
- Finals de 2016, el lloc Rotten Tomatoes concedeix al Al cor de la por una nota mitjana de 5,2/10 sobre la base de 35 critiques recollides, però la nota puja a 3,5/5 amb els inscrits al lloc.[9] IMDb li atribueix una nota de 7,2/10.[10]
- El 1995, el film assoleix el premi de la critica al Fantasporto, i va ser nomenat al millor film.[11]
- Dues nominacions en els Saturn Awards 1996 atorgats per l'Acadèmia de cinema de ciència-ficció, fantàstic i de terror: millor film de terror i millor maquillatge.[11]

## Trilogia de la Apocalypse
Al cor de la por és l'última part de la « Trilogia de la Apocalypse » de Carpenter, els dos precedents lliuraments són The Thing i El príncep de les tenebres.